# Administración de Laura Chinchilla
La Administración de Laura Chinchilla Miranda fue la administración constitucional ejercida en la República de Costa Rica entre el 1 de mayo de 2010 y el 30 de abril de 2014.

## Gestiones realizadas por la Administración Chinchilla
Atendiendo la principal demanda ciudadana en el momento de las elecciones presidenciales del 2010, la principal promesa de Chinchilla al país consistió en mejorar el clima de seguridad ciudadana, mediante una propuesta integral.
Para entonces el país observaba un crecimiento sostenido de las tasas de criminalidad, un deterioro de la sensación de inseguridad y una grave alarma social sobre el tema.
Se propuso así un plan de gobierno que giró en torno al tema de la seguridad humana, con cuatro componentes claves:
1. Seguridad económica.
2. Seguridad social.
3. Seguridad ciudadana.
4. Seguridad ambiental.

Entre los logros alcanzados durante su cuatrienio, el más notable es el de haber disminuido los índices de criminalidad, especialmente la tasa de homicidios y femicidios.

### Economía
Pese a las dificultades que supuso una economía internacional poco dinámica y en recesión para un mercado tan abierto como el de Costa Rica, la economía nacional tuvo un repunte.
Durante el período 2010-2013 la economía costarricense creció a una tasa promedio de 4.4% y de acuerdo a las expectativas anunciadas por la CEPAL para el 2014, último año de gestión de Laura Chinchilla, Costa Rica sería una de las naciones que crecerían por encima del promedio de la América Latina.
Este periodo se caracterizó por la política de atracción de inversiones y la promoción de las exportaciones. En el área de atracción de inversión extranjera directa cada año se superaron las expectativas. Para el año 2012 el gobierno se había propuesto llegar al monto de US$2,000 millones en el 2012 y se logró superarla en más de US$200 millones. Igualmente, para el 2013, los flujos de IED llegaron a US$ 2.553 millones, superando la meta establecida (US$ 2.300 millones). El crecimiento ha sido especialmente acelerado en el sector de alta tecnología, habiéndose alcanzado, en los últimos tres años, las cifras más altas de toda la historia del país.[cita requerida]
En el caso de las exportaciones, ya para el año 2011 las mismas habían superado los US$15 mil millones, la cifra más alta de la historia del país. En el 2012 las exportaciones experimentaron un crecimiento adicional del 7%. Al finalizar el 2013, las exportaciones de bienes llegaron a $11.405 millones, lo que ayudaría a alcanzar la meta total de US$ 17.000 millones entre bienes y servicios, representando un incremento del 3% en relación con el 2012.
Una de las áreas más exitosas de la gestión económica fue la contención de la inflación, la cual ha alcanzado niveles históricamente bajos. Para el 2013, la misma cerró en 3.68%, la tasa más baja de los últimos 42 años en el país.

### Seguridad social
Los principales logros en esta materia se centraron en las áreas de educación, salud y cuido de la población infantil y de adultos mayores.
En el área de educación se ha alcanzado la cifra de financiamiento de la enseñanza pública más alta de toda la historia. Para el año 2014, se ha presupuestado un 7.2% del PIB. Al mismo tiempo, se alcanzó la meta de incrementar la educación técnica, como complemente a la estrictamente académica.
En materia de salud, el reto más complejo que ha debido enfrentar esta administración se refiere a la sostenibilidad financiera de la CCSS. Gracias al compromiso de pago de deudas históricas del Gobierno con esta institución, así como a una estricta política de racionalización del gasto, se ha logrado solventar el déficit financiero que la institución mostró en los años 2010 y 2011 y retomar importantes proyectos de inversión en infraestructura, tecnologías y personal médico.
Finalmente, el programa más importante y novedoso impulsado por esta administración es el relativo a la Red Nacional de Cuido, la cual se centra de manera preferente en la atención integral de la primera infancia, y también de los adultos mayores. Los objetivos que se establecieron fueron ambiciosos. En lo que respecta a la primera infancia, la cobertura alcanzó los 32 mil niños y niñas a inicios del 2014, aumentando en 9.688 menores desde el inicio de la administración y con una proyección de 15 mil para la segunda mitad del 2014. En relación con los adultos mayores, la cobertura se incrementó en 5 mil personas para el inicio de 2014.

### Seguridad ciudadana
Es en esta área, en donde se han cosechado los mayores éxitos de esta administración. El programa de seguridad ciudadana se fundamentó en la Política de Seguridad Ciudadana y Paz Social (POLSEPAZ), que consistió en un ejercicio de consulta ciudadana el cual estableció las principales líneas de acción estratégica y la necesidad de impulsar una política integral, sostenible y de Estado en la materia. La ejecución de esa política ha contemplado acciones en el plano de la prevención, el control y la sanción del delito.
En materia de prevención se han desplegado acciones en comunidades socialmente vulnerables, así como en escuelas y colegios dirigidas a actuar sobre causas asociadas a la violencia.
En materia de control y sanción, se han impulsado diversas medidas dirigidas a fortalecer y hacer más efectivo el trabajo policial, así como a mejorar la coordinación entre la policía, los fiscales y los jueces.
Durante el período de gobierno se han aprobado dos leyes que establecen impuestos para el financiamiento de la seguridad pública. Uno de ellos sobre las sociedades anónimas inscritas en el Registro de la Propiedad y otro a la actividad de juegos de azar en los casinos. Se ha incrementado el número de policías hasta alcanzar la meta de 14 mil, es decir un policía por cada 280 habitantes, y a esos policías se les ha brindado mejoras salariales, una mayor capacitación y mejor equipamiento para el cumplimiento de sus funciones.
La mayor presencia policial el incremento en las tasas de arresto, han ido acompañadas de una acción más eficaz y drástica de parte de fiscales y de jueces de tribunales de flagrancia lo que se refleja en tasas de condena sin precedentes en el país.[cita requerida]
Gracias a este conjunto de acciones, se ha impactado de manera positiva la incidencia criminal en el país. La tasa de homicidios pasó de 11.2 por 100,000 habitantes en el año 2011 a 9.1 en el año 2012. Es decir una caída de más de dos puntos. Igualmente reportan una tendencia a la baja las tasas de delitos asociados a la agresión, los hurtos y los robos.
La caída en las tasas de criminalidad se ve complementada con una caída en los niveles de victimización. Es así como según datos del INEC después de un incremento regular de hogares victimizados desde inicios de los años 90 y luego de alcanzar un pico de un 28% en el año 2008, se pasó a un 20% hacia finales del año 2010. Finalmente, se ha impactado de manera igualmente positiva la sensación de inseguridad, la cual disminuyó de un 49% a mediados de 2011 a un 18% a inicios del 2013.
El énfasis en materia de seguridad fue el combate al crimen organizado y el narcotráfico. Se intensificaron las operaciones de incautación de drogas para el mercado internacional y local, se desmantelaron bandas criminales y se impulsaron reformas que procuran mejorar la investigación policial, promover la extradición de nacionales vinculados al crimen organizado y promover la figura de extinción de dominio.

### Seguridad ambiental
En el área ambiental los énfasis de la administración fueron la protección de los mares y de la biodiversidad marina, energías limpias, carbono neutralidad y ordenamiento territorial.
En protección de la biodiversidad marina, se promulgó un decreto para ampliar la protección del “Área Marina de Manejo Montes Submarinos” adyacente a la Isla del Coco, aumentando de 5.000 km² a más de 15.000 km² dicha protección. Esta acción hizo merecedora a la presidenta, en el año 2011, del premio “Excelencia en la Administración Nacional de los Océanos” otorgado por la organización Peter Benchley Ocean Awards.
Además se ha dado una lucha frontal en contra del aleteo del tiburón. Para ello, se cerraron puertos privados en donde se producían desembarques ilegales, se promulgó un Reglamento que prohíbe el aleteo de tiburones, la importación, transporte, trasiego y portación de aletas dentro de una embarcación en aguas jurisdiccionales y un Decreto Ejecutivo para el "Establecimiento de tallas de Primera madurez para la captura y comercialización de tiburones y rayas en Costa Rica".
Se ha presentado una Política Nacional del Mar, para que el Estado costarricense gestione de manera integral, sostenible, equitativa y participativa, los espacios marinos, sus bienes y servicios, con los recursos económicos y humanos necesarios para garantizar el bienestar del ecosistema y de sus habitantes. Esta política ha sido el resultado de una Comisión Presidencial de Gobernanza Marina y de una Comisión Nacional del Mar (CONAMAR), como un espacio de articulación y gestión integrada entre las diferentes instancias del sector público, que forman parte de la institucionalidad marina costarricense.
Finalmente, se han realizado inversiones históricas fortaleciendo la flota con que cuenta el Servicio Nacional de Guardacostas para generar una mayor vigilancia en los mares costarricenses, realizando alianzas con organizaciones no gubernamentales para incrementar la inversión en la adquisición de radares y poder cuidar las áreas marinas protegidas.
En materia energética, la meta planteada fue llevar la matriz energética a un 95% de generación con fuentes renovables. En tan solo tres años, se pusieron en funcionamiento tres nuevas plantas hidroeléctricas: Pirrís, Toro III y Cubujuquí, dos proyectos eólicos, uno en Los Santos y otro en Santa Ana, una planta de energía solar en el Parque Solar Miravalles, y un proyecto geotérmico: Las Pailas, es decir, siete estaciones de producción eléctrica con fuentes renovables que demuestran el compromiso con la generación de energías limpias. Hasta el 2014 se incorporaron al Sistema Nacional Interconectado 406.2 mega watts en plantas de generación con fuentes renovables. Estos esfuerzos permitieron generar en 2012 el 92% de la electricidad utilizando fuentes de energía renovable: hidroeléctrica (71%), geotérmica (14%), eólica (5%), bagazo (2%) y solar en pequeñas proporciones.
En el área de carbono neutralidad, Costa Rica se ha propuesto convertirse en una de las primeras economías del planeta carbono neutral. Durante la Administración Chinchilla Miranda se diseñaron los criterios para la métrica, se estableció la norma de certificación y se inició el proceso de certificación de unidades productivas, con grandes avances en el sector público y con los primeros pasos en el sector privado.
Finalmente en materia de regulación del uso del suelo, se promulgaron diversos planes regulatorios a nivel regional y cantonal y se concluyó después de muchos años el proceso del plan regulador para la Gran Área Metropolitana.

### Política exterior
La política internacional de la Administración Chinchilla Miranda giró sobre dos ejes: la promoción mediante canales diplomáticos y mecanismos multilaterales de los valores de la paz, la democracia y los derechos humanos; la promoción del comercio internacional y una mayor inserción del país en la economía internacional.
En la primera área los resultados más notables de los esfuerzos diplomáticos fueron:
- El nombramiento de Costa Rica en el Comité Permanente de Derechos Humanos del Consejo de Derechos Humanos de las Naciones Unidas.[42]
- La aprobación por parte de las Naciones Unidas del Tratado de comercio de armas de Fuego, propuesto e impulsado por Costa Rica.[43]
- El inicio de conversaciones sobre control de armas nucleares en el seno de las Naciones Unidas,[44] a instancia, entre otras naciones de Costa Rica.

En relación con una inserción más profunda de Costa Rica en la economía internacional, los esfuerzos más visibles se centraron en:
- La aprobación del Acuerdo de Asociación con la Unión Europea.[45]
- El inicio del proceso de incorporación de Costa Rica a la Alianza del Pacífico.[46]
- La aceptación por parte de la OCDE de considerar el posible inicio de negociaciones para la incorporación de Costa Rica a este organismo a partir del año 2015.[47]

En estos años, además Costa Rica ha presidido diversos foros regionales tales como el SICA y la CELAC.
Frente al conclicto que enfrentó esta administración con Nicaragua, producto de la invasión del ejército de este país de una porción de territorio costarricense en la frontera norte llamada Isla Calero, la Administración Chinchilla Miranda, emprendió una intensa actividad diplomática y llevó el conflicto ante la Corte Internacional de Justicia. Igualmente se planteó ante dicho tribunal la situación de los límites marítimos, objeto de continuos conflictos con Nicaragua. La Corte Internacional de Justicia le dio a Costa Rica dos sonoras victorias, fortaleciendo el régimen limítrofe de Costa Rica en su frontera norte y en sus mares.